# Marko Pajić
Marko Pajić (Lubiana, 13 ottobre 1992) è un cestista sloveno.

## Palmarès
- Campionato sloveno: 2

Krka Novo mesto: 2012-13, 2013-14
- Coppa di Slovenia: 1

Krka Novo mesto: 2014
- Supercoppa slovena: 1

Krka Novo mesto: 2013